# Daniela Giordano (attrice 1965)

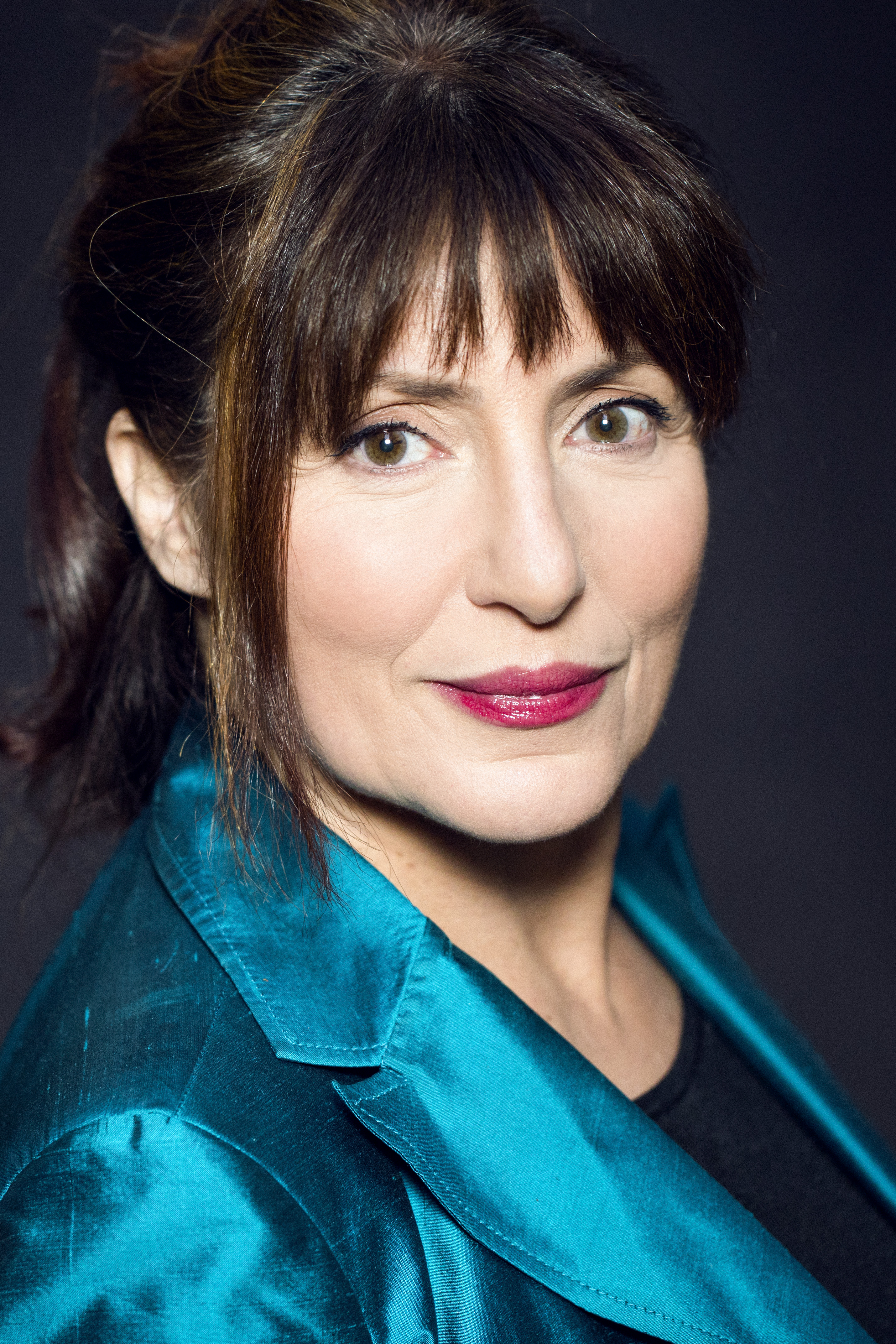
Daniela Giordano

Daniela Giordano (Roma, 13 giugno 1965) è un'attrice e regista italiana.

## Biografia
Si forma artisticamente all'Accademia Nazionale d'Arte Drammatica Silvio D'Amico. Lavora in teatro, cinema e televisione.
Come attrice di teatro, è protagonista in Italia e all'estero diretta da vari registi tra cui Gabriele Lavia, Jurj Lijubimov, Benno Besson, Aldo Trionfo, Giancarlo Sepe, Giancarlo Cobelli, Antonio Calenda, Valerio Binasco e Marco Sciaccaluga. Come regista porta in scena vari spettacoli di cui molti recano la sua firma anche come autrice. 
La notorietà al grande pubblico arriva con la televisione per la sua interpretazione di Agnese Borsellino, diretta da Gianluca Maria Tavarelli, nel tv-movie Borsellino dedicato al magistrato, per la partecipazione nel cast de Il commissario Montalbano e Don Matteo 12 e come protagonista delle serie Distretto di Polizia 7 e Sottocasa. Per quest'ultima riceve la Grolla d'oro come Migliore attrice 2007 per la TV.
Come attrice di cinema, è stata protagonista in Buoni a nulla e Troppa Famiglia. 
Nel 2018 firma sceneggiatura, regia e musica originale della sua opera prima cinematografica, il cortometraggio Di chi è la Terra?, scelto per celebrare il cinema italiano nel centenario della nascita di Fellini nella Giornata Mondiale del Cinema Italiano e vincitore di 25 premi in prestigiosi festival nazionali e internazionali.
È presidente della Giuria Internazionale del XXI Festival Internazionale di Teatro Sperimentale del Cairo, Egitto-2009 e come Membro della Giuria Internazionale del XVII Festival del Cinema di Damasco, Siria-2009. È inoltre membro e docente dell'International Theatre Institute - UNESCO nonché direttrice artistica di Festa d'Africa - Festival Internazionale delle Culture dell'Africa Contemporanea.

## Teatro

### Attrice
- Maria Stuarda di Schiller, regia Marco Lucchesi
- Tom alla fattoria  di Michel Marc Bouchard, regia Monica Nappo
- La donna bambina, testo e regia di Roberto Cavosi
- Voci di donna - Chiamarla V  di Daniela Giordano
- Jaz di Koffi Kwahulè, regia Daniela Giordano
- Difesa di dama di Isabel Carmona e Joaquìn Hinojosa, regia Tullio Pecora
- Orpheus scritto, diretto e interpretato da Daniela Giordano
- Attivamente coinvolte creazione per la scena di Daniela Giordano
- Il sogno di Strindberg, regia di Luca Ronconi
- Le Baccanti di Euripide, regia di Aldo Trionfo
- Lo zoo di vetro di T. Williams, regia di Giancarlo Sepe
- La bisbetica domata di W. Shakespeare, regia di Giancarlo Sepe
- Victor o i bambini al potere di Roger Vitrac, regia Giancarlo Sepe
- Al Tabou di Saint Germain des-Prés di  Gianni Clementi, regia di Gianni Clementi
- Il festino in tempo di peste  di Puskin, regia di Jury Ljubimov
- Melampo di Ennio Flaiano, regia Massimo De Rossi
- Cavallo in fuga di Martin Walzer, regia di Franco Però
- Singoli di  Enzo Siciliano, regia di Franco Però
- Maligne congiunture di G. Clementi, regia Piero Maccarinelli
- La Tana di Alberto Bassetti, regia Antonio Calenda
- Voglia di pentimento di Vittorio Franceschi, regia di Walter Manfrè
- Chi, o Saffo, ti fa torto? di Dino Villatico regia Daniela Giordano
- Edoardo II di Marlowe, regia di Giancarlo Cobelli
- Troilo e Cressida di Shakespeare, regia di Giancarlo Cobelli
- Ivanov di Čechov, regia Marco Sciaccaluga
- Riccardo II di Shakespeare, regia di Gabriele Lavia
- Il tartuffo di Molière, regia di Benno Besson
- L'amore delle tre melarance di Gozzi, regia di Benno Besson
- Don Giovanni di Molière, regia di Marco Sciaccaluga
- Il cerchio di gesso del Caucaso di Brecht, regia di Benno Besson
- La bella regina di Leenane, di Martin McDonagh, regia di Valerio Binasco
- Caos debout di Veronique Olmi, regia di Marco Carniti
- Opera buffa di M. Celeste, regia di Cherif

### Regista
- Di chi è la Terra? Ballata per Chicco di grano, Pannocchia e Sacchetto, Roma Teatro Palladium (2014)
- Orpheus, tournée in Italia, Marocco, Algeria, Egitto (2009)
- Attivamente coinvolte Roma Teatro Palladium, Festad'AfricaFestival (2008)
- Come lo fanno le ragazze Roma, Teatro Piccolo Eliseo (2008)
- Elegia Roma, Teatro Palladium, Festad'AfricaFestival (2007)
- Jaz Roma, Teatro Palladium (2007)
- Atteggiamento clandestino Roma, Teatro Vascello (2006)
- Patatì patatà Roma, Teatro Vascello (2005)
- Carré blanc Roma, Teatro Vascello (2005)
- Orfeo africano Roma, Teatro Vascello (2004)
- Il circo Roma, Teatro Tenda (2003)
- Bintou Genova, Teatro Duse (2000)
- Fuenteovejuna Roma febbraio 2000, Carcere di Regina Coeli (2000)
- Girotondo Roma (1997)
- Decameron tournée Italia, Germania, Olanda, Stati Uniti, Canada (1997)
- Chi, o Saffo, ti fa torto? Asti Teatro Festival (1995)

## Filmografia

### Attrice

#### Cinema
- Piccoli fuochi, regia di Peter Del Monte (1985)
- Fuga dal paradiso, regia di Ettore Pasculli (1990)
- Chiedi la luna, regia di Giuseppe Piccioni (1991)
- Donne in un giorno di festa, regia di Salvatore Maira (1993)
- Un uomo perbene, regia di Maurizio Zaccaro (1999)
- Attacco allo Stato, regia di Michele Soavi (2005)
- Karol - Un papa rimasto uomo, regia di Giacomo Battiato (2006)
- Questo piccolo grande amore, regia di Riccardo Donna (2008)
- Il sangue dei vinti, regia di Michele Soavi (2008)
- Tutto l'amore del mondo, regia di Riccardo Grandi (2010)
- Buoni a nulla, regia di Gianni Di Gregorio (2014)
- Un amore così grande, regia di Cristian De Mattheis (2018)
- Nati 2 volte, regia di Pierluigi Di Lallo (2019)
- Troppa Famiglia, regia di Pierluigi Di Lallo (2022)
- Orlando, regia di Daniele Vicari (2022)
- Albero Sordi secret, regia di Igor Righetti (2024)

#### Televisione
- Il mistero del cortile, regia di Paolo Poeti - serie TV (1999)
- Cuore, regia di Maurizio Zaccaro - serie TV (1999)
- Cuccioli, regia di Paolo Poeti - serie TV (2002)
- Distretto di Polizia 3, regia di Monica Vullo – serie TV, episodio 3x18 (2002)
- Paolo Borsellino, regia di Gianluca Maria Tavarelli - serie TV (2004)
- Sottocasa, regia di Alberto Ferrari - serie TV (2006)
- Distretto di polizia 7, regia di Alessandro Capone - serie TV (2007)
- Medicina generale 2, regia di Luca Ribuoli - serie TV (2008)
- Le cose che restano, regia di Gianluca Maria Tavarelli - film TV (2009)
- Le mille e una notte - Aladino e Sherazade, regia di Marco Pontecorvo - film TV (2012)
- Le mani dentro la città, regia di Alessandro Angelini - serie TV (2014)
- Il commissario Montalbano - serie TV, episodio: La giostra degli scambi (2018)
- Don Matteo 12 regia Raffaele Androsiglio- serie TV (2019)
- Che Dio ci aiuti, episodio False verità (2021) - serie TV

### Regista
- Di chi è la Terra? - cortometraggio (2018) regia di Daniela Giordano
- SWITCH - cortometraggio (2023) regia di Daniela Giordano

## Radio
- Ch@t, di Roberto Cavosi, Marco DiGioia ed Edoardo Rossi, sceneggiato radiofonico in 200 puntate su Radio 2 RAI. Daniela Giordano è Verdeluna, Kabir Bedi è Sandokan(2007–2008)
- L'oro di Duccio di Sergio Pierattini, commedia andata in onda in diretta da Siena su Radio 3, in occasione dell'inaugurazione della mostra su Duccio da Buoninsegna  (2003).
- Victor Jara, una canzone infinita, è interprete del programma radiofonico in 5 puntate trasmesso da RAI Radio 3, tratto dal romanzo di Joan Jara,  (2003).
- Teatrogiornale Dal 2001 al 2003 è attrice nel format di Roberto Cavosi su RAI Radio 3 suite.